# 北の橋 (上庄川)
北の橋（きたのはし）は、富山県氷見市の上庄川に架かる富山県道373号薮田下田子線の橋梁。氷見市観光協会によって『藤子Ⓐキャラクターブリッジ』という愛称が付けられている。

## 概要
初代の橋梁は1938年（昭和13年）に竣工したが、老朽化のため2013年度（平成25年度）より富山県が架け替え工事に着手した。2016年（平成28年）10月から橋を通行止めにして工事を進めていたが、両岸に想定外のコンクリート構築物があったことなどから、当初予定より9か月遅れた2019年（令和元年）12月15日に開通した。
橋の親柱4本には氷見市出身の漫画家、藤子不二雄Ⓐのキャラクター（怪物くん、忍者ハットリくん、プロゴルファー猿、笑ゥせぇるすまん）のモニュメント（高さ60 cmのブロンズ製、藤子自ら監修）が設置されている。インスタグラム等に撮影して楽しめるよう、大人の顔の高さに並ぶよう配置されている。

## 橋データ
- 左岸 - 富山県氷見市北大町
- 右岸 - 富山県氷見市中央町
- 橋長 - 37 m
- 幅員 - 16 m
- 車線数 - 2車線
- 総工費 - 約19億円